# Cristóbal Suárez de Figueroa
Cristóbal Suárez de Figueroa, född 1571 i Valladolid, död omkring 1644 i Italien, var en spansk författare, som räknas till den spanska guldåldern. 
Figueroa var mångsidig och produktiv på vers och prosa. Han var i konflikt med Cervantes, Lope de Vega och flera samtida personer, närmast med anledning av innehållet i det dialogiserade arbetet El Pasajero (1617). 
Bland hans övriga arbeten kan nämnas herderomanen La constante Amarilis (1609), hjältedikten España dejendida (1612) och Plaza universal de todas las ciencias (1615).